# Terekti
Terekti (chinois: 铁列克提) est situé dans le comté de Yumin au Xinjiang, en République populaire de Chine, près de la frontière avec le Kazakhstan. Le nom vient de la rivière Terekti (en), un ruisseau intermittent qui passe de la Chine au Kazakhstan.

## Incident de Terekti
L'incident militaire de Terekti entre les troupes frontalières soviétiques et chinoises (connu dans l'historiographie soviétique comme « le conflit frontalier près du lac Zhalanashkol (en) », en russe « пограничный конфликт у озера Жаланашколь ») eut lieu le 13 août 1969 dans le contexte de la rupture sino-soviétique. Les forces soviétiques éliminèrent une unité d'environ 30 soldats chinois et en capturèrent quatre. Deux soldats soviétiques sont tués.
Les sources soviétiques affirment que l'affrontement du 13 août entre les gardes-frontières soviétiques et une force armée chinoise s'est produit après des violations répétées de la frontière sino-soviétique par des soldats chinois la nuit précédente. Selon ces sources, l'unité militaire chinoise qui pris part à l'incident était équipée d'appareils photo et d'une caméra vidéo professionnelle. Les unités soviétiques impliquées appartenaient à la 78e division de chars et à la 155e division de fusiliers motorisés.

## Conséquences
Après l'effondrement de l'Union soviétique (en) dans les années 1990, Tielieketi était administrée par le Kazakhstan [réf. nécessaire]. En 1999, la Chine et le Kazakhstan signèrent une déclaration conjointe [réf. nécessaire] pour résoudre leurs problèmes frontaliers, et Tielieketi fut cédée à la Chine. 